# Caryophyllia jogashimaensis
Caryophyllia jogashimaensis is een rifkoralensoort uit de familie Caryophylliidae. De wetenschappelijke naam van de soort is voor het eerst geldig gepubliceerd in 1968 door Eguchi.